# Anders Bohman
Leif Anders Bohman, född 18 januari 1965 i Gunnarsbyns församling i Norrbotten, är en svensk filmfotograf.
Bohman studerade vid Fotoskolan i Luleå samt Biskops Arnös dokumentärlinje som följdes upp med Dramatiska Institutets filmfotolinje. Han tilldelades en Guldbagge för bästa foto 2000 av Tsatsiki, morsan och polisen. Han var även nominerad till samma pris 1997 för Drömprinsen – Filmen om Em och 2006 för Mun mot mun samt filmen Sophelikoptern 2016. Hans film Stålbadet var nominerad till en Guldbagge för bästa kortfilm 1997.

## Filmografi
Regi
- 1996 – Stålbadet

Manus
- 1993 – Pendlaren

Foto
- 1991 – Baby Love
- 1993 – Pendlaren
- 1993 – Till våra vänner
- 1994 – 13-årsdagen
- 1994 – Lermannen
- 1996 – Drömprinsen – Filmen om Em
- 1996 – Sista körningen
- 1996 – Stålbadet
- 1997 – Radioskugga (TV-serie)
- 1997 – Elvis - en dramadokumentär om drömmar och drömmare
- 1997 – Slutspel
- 1997 – Slussen
- 1997 – Välkommen till festen
- 1998 – Veranda för en tenor
- 1999 – God jul
- 1999 – Lusten till ett liv
- 1999 – To Be Continued
- 1999 – Tsatsiki, morsan och polisen
- 2000 – Barnen på Luna (TV-serie)
- 2001 – Ljudmilas röst
- 2002 – Den förste zigenaren i rymden (TV-serie)
- 2002 – Hjortronstället
- 2002 – Huvet i hissen
- 2002 – Staden
- 2003 – Assistenten
- 2003 – Misa mi
- 2003 – Sprickorna i muren
- 2003 – Tur & retur
- 2003 – Tystnadens röst
- 2004 – Fröken Sverige
- 2004 – Ingmar Bergman: Intermezzo
- 2005 – Blindgångare
- 2005 – Mun mot mun
- 2005 – Sandor slash Ida
- 2006 – Icicle Melt
- 2006 – Ljudmila & Anatolij
- 2006 – Mästerverket (TV-serie)
- 2007 – Höök (TV-serie)
- 2008 – Himlens hjärta
- 2009 – Det enda rationella
- 2009 – Fotografen från Riga
- 2009 – Konstnärinnan på avd. 22
- 2009 – Wallander – Läckan
- 2009 – Wallander – Prästen
- 2010 – Hur kunde hon
- 2010 – Kommissarie Winter (TV-serie)
- 2010 – The Plan
- 2011 – Kronjuvelerna
- 2012 – Bragden
- 2012 – Flogstavrålet
- 2012 – Palme
- 2012 – Vägra dö slö
- 2013 – Eskil & Trinidad
- 2013 – Små citroner gula
- 2014 – Pojken med guldbyxorna
- 2016 – Spår
- 2016 – Sophelikoptern
- 2016 – Sommarnatt
- 2017 – Citizen Schine
- 2017 – Till sista andetaget
- 2018 – Mannen som lekte med elden